# Ali Bujsaim
Ali Mohamed Bujsaim (9 settembre 1959) è un ex arbitro di calcio emiratino.

## Carriera
Diventato direttore di gara della FIFA nel 1991, nello stesso anno viene impiegato ai mondiali under 20 in Portogallo. Successivamente viene  designato per le Olimpiadi di Barcellona 1992, dove dirige il quarto di finale tra Ghana e Paraguay. Arbitra anche due finali della FIFA Confederations Cup: nel 1995 Danimarca-Argentina, e nel 2001 Francia-Giappone, mentre nel 2000 gli viene affidata la finale della Coppa d'Asia tra Giappone e Arabia Saudita.
Prende parte anche alle edizioni 1994, 1996, 2002 e 2004 della Coppa d'Africa ed all'edizione del 1998 della Gold Cup.
Nel 1994 viene premiato dalla AFC (Confederazione calcio asiatica) come miglior arbitro del suo continente 

## Esperienze ai Mondiali
Vanta il record di tre partecipazioni da arbitro al Campionato mondiale di calcio, detenuto in coabitazione con altri 19 fischietti: il belga John Langenus, gli svedesi Ivan Eklind ed Erik Fredriksson, il gallese Mervyn Griffiths, l'inglese Arthur Edward Ellis, lo spagnolo Juan Gardeazabal, gli ungheresi Istvan Zsolt e Károly Palotai, i messicani Arturo Yamasaki e Marco Rodríguez, lo scozzese Bob Davidson, il tedesco Kurt Tschenscher, l'uruguayano Ramón Barreto, il rumeno Nicolae Rainea, l'israeliano Abraham Klein, il francese Joël Quiniou, il siriano Jamal Al Sharif, il colombiano Óscar Ruiz ed il brasiliano Carlos Simon (mentre l'austriaco Alois Beranek, l'uruguayano Esteban Marino e l'inglese Jack Taylor, pur partecipando a 3 mondiali, non in tutti hanno arbitrato partite, ma svolto il ruolo di guardalinee).
In particolare, ad USA 1994 dirige Grecia-Bulgaria e la finale per il terzo posto con la Svezia; a Francia 1998 arbitra Marocco-Scozia, l'ottavo di finale Francia-Paraguay e la semifinale a Marsiglia Brasile-Paesi Bassi; al campionato del mondo 2002 viene invece impiegato nella gara inaugurale a Seul Francia-Senegal e Svezia-Argentina.
Dopo la rassegna mondiale del 2002, entra in polemica con la FIFA che aveva deciso di designare arbitri europei per tutte le partite di semifinale e finale, escludendo lui che era un potenziale pretendente.

## Curiosità
Nell'estate 1992 l'ungherese Sándor Puhl e Bujsaim furono invitati dalla FIGC ad arbitrare le partite del torneo "Cesare Baretti". La stampa italiana scrisse, ironicamente, che erano venuti ad arbitrare rispettivamente "uno zingaro e un cammelliere".